# Formulări matematice ale mecanicii cuantice
Formulările matematice ale mecanicii cuantice sunt acele formalisme matematice care permit o descriere riguroasă a mecanicii cuantice.

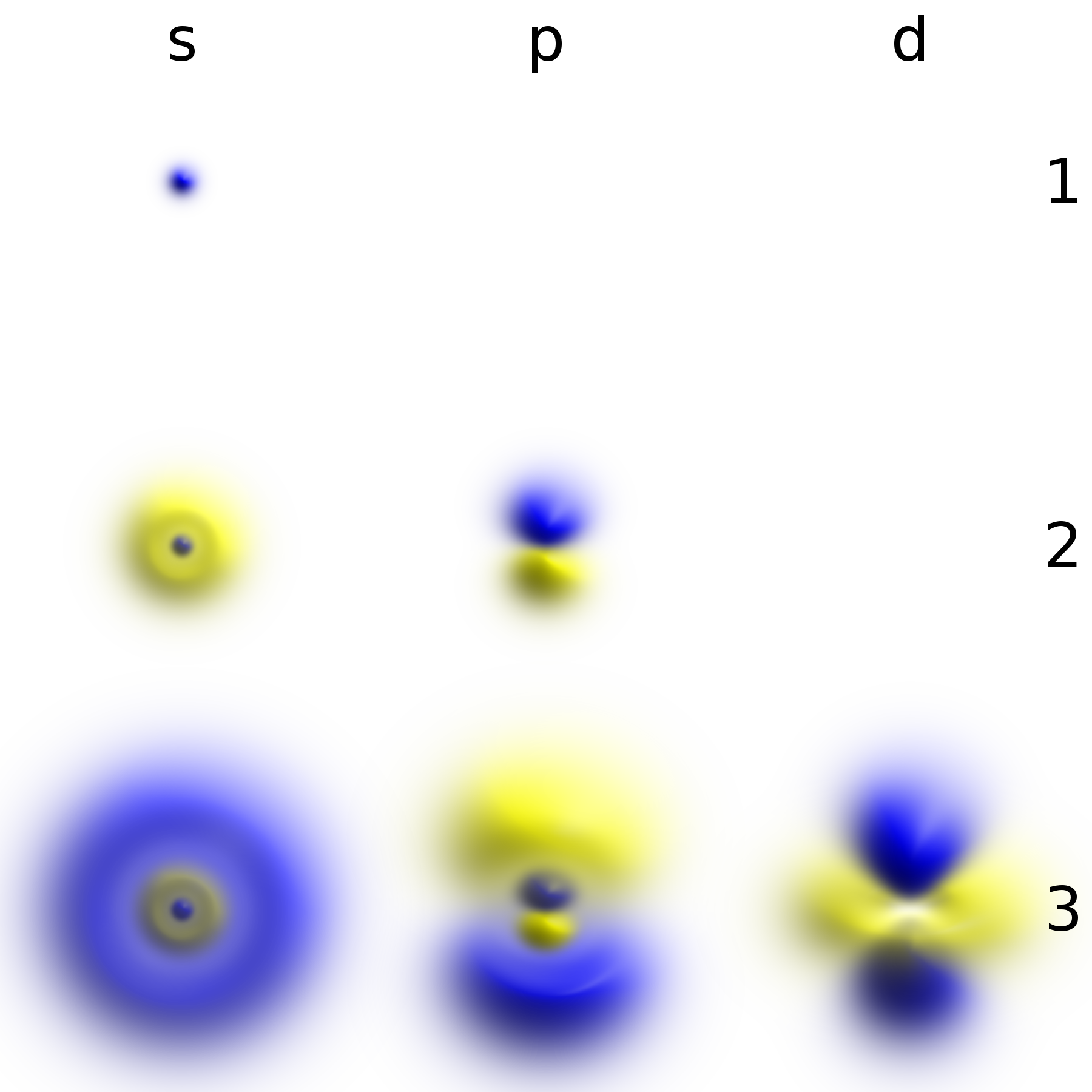
Densități de probabilitate corespunzătoare funcțiilor de undă ale unui electron într-un atom de hidrogen care posedă niveluri definite de energie (crescând din partea de sus a imaginii în jos: n = 1, 2, 3, ...) și momentul unghiular (în creștere de la stânga la dreapta: s, p, d, ...). Zonele de densitate corespund unei densități de probabilitate mai mari într-o măsurare a poziției. Astfel de funcții de undă sunt direct comparabile cu cifrele lui Chladni ale modurilor acustice de vibrație din fizica clasică și sunt și moduri de oscilație, care posedă o energie abruptă și, astfel, o frecvență definită. Momentul unghiular și energia sunt cuantificate și iau doar valori discrete precum cele arătate (cum este cazul frecvențelor rezonante în acustică).

În formularea riguroasă matematică a mecanicii cuantice dezvoltată de Paul Dirac, David Hilbert, John von Neumann, și Hermann Weyl, se simbolizează stările posibile ale unui sistem mecanic cuantic ca vectori unitari (numiți vectori proprii). Formal, acestea se află într-un spațiu Hilbert separabil complex - numit în mod variat spațiu propriu sau spațiu Hilbert asociat sistemului - care este bine definit până la un număr complex de modulus 1 (factorul de fază). Cu alte cuvinte, stările posibile sunt puncte în spațiul proiectiv al unui spațiu Hilbert, denumit de obicei spațiul proiectiv complex. Natura exactă a acestui spațiu Hilbert este dependentă de sistem - de exemplu, spațiul propriu pentru stările de poziție și impuls este spațiul funcțiilor pătrate integrabile, în timp ce spațiul propriu pentru spinul unui singur proton este doar produsul a două planuri complexe. Fiecare observabilă este reprezentată de un operator liniar maximal hermitian (mai exact: de către un auto-adjunct) care acționează asupra spațiului propriu. Fiecare stare proprie a unui observator corespunde unui vector propriu al operatorului, iar valoarea proprie asociată corespunde valorii observabilei în acea stare proprie. Dacă spectrul operatorului este discret, observabila poate atinge numai acele valori proprii discrete.
În formalismul mecanicii cuantice, starea unui sistem la un anumit moment este descrisă de o funcție de undă complexă, denumită și vector propriu într-un spațiu vectorial complex. Acest obiect matematic abstract permite calcularea probabilităților rezultatelor experimentelor concrete. De exemplu, acesta permite să se calculeze probabilitatea de a găsi un electron într-o anumită regiune în jurul nucleului la un moment dat. Contrar mecanicii clasice, nu se pot face niciodată predicții simultane ale variabilelor conjugate, cum ar fi poziția și impulsul, cu o precizie arbitrară. De exemplu, electronii pot fi considerați (cu o anumită probabilitate) ca fiind localizați undeva într-o anumită regiune a spațiului, dar cu pozițiile lor exacte necunoscute. Contururile de probabilitate constantă, deseori denumite "nori", pot fi trase in jurul nucleului unui atom pentru a înțelege unde ar putea fi localizat electronul cu cea mai mare probabilitate. Principiul incertitudinii lui Heisenberg cuantifică incapacitatea de a localiza cu precizie particula având în vedere impulsul conjugat al acesteia.
Conform unei interpretări, ca rezultat al unei măsurări, funcția de undă care conține informația de probabilitate pentru un sistem colapsează de la o stare inițială dată la o anumită stare proprie. Rezultatele posibile ale unei măsurători sunt valorile proprii ale operatorului care reprezintă observabila - ceea ce explică alegerea operatorilor hermitici, pentru care toate valorile proprii sunt reale. Distribuția probabilității unui observator într-o stare dată poate fi găsită prin calcularea descompunerii spectrale a operatorului corespunzător. Principiul incertitudinii lui Heisenberg este reprezentat de afirmația că operatorii care corespund anumitor observabile nu comută.

## Natura probabilistică
Natura probabilistică a mecanicii cuantice rezultă din actul de măsurare. Acesta este unul dintre cele mai dificile de înțeles aspecte ale sistemelor cuantice. Acesta a fost subiectul central al faimoaselor dezbateri Bohr-Einstein, în care cei doi oameni de știință au încercat să clarifice aceste principii fundamentale prin experimente de gândire. În deceniile de după formularea mecanicii cuantice, întrebarea a ceea ce constituie o "măsurătoare" a fost studiată pe larg. Au fost formulate noi interpretări ale mecanicii cuantice care elimină conceptul de ”colaps al funcției de undă”. Ideea de bază este că atunci când un sistem cuantic interacționează cu un aparat de măsurare, funcțiile lor de undă respective devin inseparabile, astfel încât sistemul cuantic inițial încetează să mai existe ca entitate independentă.
În general, mecanica cuantică nu atribuie valori definite. În schimb, face o predicție folosind o distribuție a probabilității; respectiv, descrie probabilitatea de a obține rezultatele posibile din măsurarea unei observabile. Adesea, aceste rezultate sunt modificate de multe cauze, cum ar fi norii de probabilitate a densității. Norii de probabilitate sunt aproximativi (dar mai buni decât modelul Bohr), unde locația electronilor este dată de o funcție de probabilitate, valoarea proprie a funcției de undă, astfel încât probabilitatea este modulul pătrat al amplitudinii complexe sau atracția nucleară a stării cuantice. Firește, aceste probabilități vor depinde de starea cuantică la ”momentul” măsurării. Prin urmare, incertitudinea este implicată în valoare. Există totuși anumite stări care sunt asociate cu o valoare definită a unei anumite observabile. Acestea sunt cunoscute ca valorile proprii ale observabilei.
În lumea de zi cu zi, este natural și intuitiv să gândim totul (fiecare observabilă) ca fiind într-o stare proprie. Totul pare să aibă o poziție definită, un impuls definit, o energie definită și un timp definit de apariție. Cu toate acestea, mecanica cuantică nu indică valorile exacte ale poziției și ale impulsului particulelor (deoarece acestea sunt perechi conjugate) sau energia și timpul (deoarece acestea sunt și ele perechi conjugate); mai degrabă, ea oferă doar o serie de probabilități în care particulei respective i s-ar putea da impulsul și probabilitatea de impuls. Prin urmare, este util să se folosească cuvinte diferite pentru a descrie stări având valori nesigure și stări cu valori definite (stări proprii). De obicei, un sistem nu va fi într-o stare proprie a observabilei (particulei) în care suntem interesați. Totuși, dacă cineva măsoară observabila, funcția de undă va fi instantaneu o stare proprie (sau stare proprie "generalizată") a acelei observabile. Acest proces este cunoscut sub numele de colapsul funcției de undă, un proces controversat și mult dezbătut care implică extinderea sistemului studiat pentru a include dispozitivul de măsurare. Dacă cineva cunoaște funcția de undă corespunzătoare momentului înainte de măsurare, se va putea calcula probabilitatea ca funcția de undă să colapseze în fiecare dintre posibilele stări proprii. De exemplu, particula liberă din exemplul precedent va avea, de obicei, o funcție de undă care este un pachet de unde centrat în jurul unei anumite poziții medii x0 (nici o stare proprie de poziție, nici de impuls). Când se măsoară poziția particulei, este imposibil să se prezică cu certitudine rezultatul. Este probabil, dar nu sigur, că va fi aproape de x0, unde amplitudinea funcției de undă este mare. După efectuarea măsurării, obținând un rezultat x, funcția de undă colapsează într-o poziție de stare proprie centrată la x.

## Ecuația Schrödinger
Evoluția timpului unei stări cuantice este descrisă de ecuația lui Schrödinger, în care hamiltonianul (operatorul care corespunde energiei totale a sistemului) generează evoluția timpului. Evoluția temporală a funcțiilor de undă este deterministă în sensul că - dată fiind o funcție de undă la o dată inițială - ea face o predicție clară a funcției de undă în orice moment ulterior.
Pe parcursul unei măsurări, schimbarea funcției inițiale a undelor într-o altă funcție de undă ulterioară nu este deterministă, este imprevizibilă (adică, aleatorie). 
Funcțiile de undă se schimbă odată cu trecerea timpului. Ecuația Schrödinger descrie modul în care funcțiile de undă se schimbă în timp, jucând un rol similar celei de-a doua lege al lui Newton în mecanica clasică. Ecuația Schrödinger, aplicată exemplului mai sus menționat al particulei libere, prezice că centrul unui pachet de unde se va deplasa prin spațiu la o viteză constantă (ca o particulă clasică fără forțe care să acționeze asupra ei). Cu toate acestea, pachetul de unde se va răspândi, de asemenea, odată cu trecerea timpului, ceea ce înseamnă că poziția devine mai incertă cu timpul. Acest lucru are de asemenea efectul de a transforma o stare proprie de poziție (care poate fi considerată ca un pachet de unde infinit de ascuțit) într-un pachet de unde extins care nu mai reprezintă o stare proprie (definitivă, sigură). 
Unele funcții de undă produc distribuții de probabilități care sunt constante sau independente de timp - cum ar fi atunci când se află într-o stare staționară de energie constantă, timpul dispare în pătratul absolut al funcției de undă. Multe sisteme care sunt tratate dinamic în mecanica clasică sunt descrise de astfel de funcții de undă "statice". De exemplu, un singur electron într-un atom ne-excitat este imaginat clasic ca o particulă care se deplasează într-o traiectorie circulară în jurul nucleului atomic, în timp ce în mecanica cuantică este descris printr-o funcție de undă statică, sferic simetrică, care înconjoară nucleul (notați totuși că doar cele mai joase stări de momente unghiulare, etichetate s, sunt sferic simetrice).
Ecuația Schrödinger acționează pe întreaga amplitudine a probabilității, nu doar pe valoarea absolută. În timp ce valoarea absolută a amplitudinii probabilității codifică informații despre probabilități, faza sa codifică informații despre interferența dintre stările cuantice. Acest lucru dă naștere la comportamentul de "undă" a stărilor cuantice. După cum se arată, soluțiile analitice ale ecuației Schrödinger sunt disponibile numai pentru un număr foarte mic de modele hamiltoniene relativ simple, dintre care oscilatorul cuantic armonic, particula într-o cutie, cationul dihidrogenic și atomul de hidrogen sunt cei mai importanți reprezentanți. Chiar și atomul de heliu - care conține doar un electron suplimentar față de atomul de hidrogen - a respins toate încercările unui tratament complet analitic.
Există totuși câteva tehnici de generare a soluțiilor aproximative. În metoda importantă cunoscută drept teoria perturbației, se folosește rezultatul analitic pentru un model mecanic cuantic simplu pentru a genera un rezultat pentru un model mai complicat care este legat de modelul mai simplu (de exemplu) prin adăugarea unei energii potențiale slabe. O altă metodă este abordarea "ecuației semi-clasice a mișcării", care se aplică sistemelor pentru care mecanica cuantică produce doar deviații slabe (mici) de la comportamentul clasic. Aceste deviații pot fi apoi calculate pe baza mișcării clasice. Această abordare este deosebit de importantă în domeniul haosului cuantic.